# Свитанок (Прилукский район)
Свитанок (укр. Світанок; до 2024 — Южное) — село, Парафиевская поселковая община, Прилукский район, Черниговская область, Украина.
Код КОАТУУ — 7421789201. Население по переписи 2024 года составляло 870 человек.

## Географическое положение
Село Южное находится на расстоянии в 1,5 км от села Боярщина, в 3-х км от села Лысогоры и пгт Парафиевка. По селу протекает пересыхающий ручей с запрудой. Через село проходит автомобильная дорога Т-2515.

## История
- Основано в первой половине XVIII века как слобода Туркеновка. В XIX веке числится деревней Туркеновкой, а после освящения церкви Покрова Богородицы не позднее 1897 года — село Туркеновка. Согласно метрических книг в 1897—1908 годах в селе проживали крестьяне-собственники с фамилиями Загорулько, Данько, Иванюк, Клочок, Сайко, Пальчикивский, Божко, Кослицкий, Слюсаренко, Кот, Кузьменко, Бортник, Богун, Тарасенко, Орёл, Музыченко, Шурда, Губарь и д.р.
- Деревня была приписана к церкви Святителя и Чудотворца Николая в Парафиевке.[3]
- Есть на карте 1800 года.[4]
- В 1859 году в деревне владельческой Туркеновка было 198 дворов где проживало 571 человек (271 мужского и 300 женского пола)[5]
- Указом ПВС УССР от 10.06.1946 г. село Туркеновка переименовано в Южное[6].

## Экономика
- «Фортуна», сельскохозяйственное ЧП.

## Объекты социальной сферы
- Школа.
- Детский сад.
- Дом культуры.
- Фельдшерско-акушерский пункт.

## Достопримечательности
- Братская могила советских воинов.